# 시몽 마리 앙투안 쥐스트 랑페르 드 브르트니에르
시몽 마리 앙투안 쥐스트 랑페르 드 브르트니에르(Simon Marie Antoine Just Ranfer de Bretenieres, 1838년 2월 28일 ~ 1866년 3월 7일)는 파리 외방전교회 소속의 프랑스인 선교사로 조선의 천주교 박해 때에 순교한 한국 천주교의 103위 성인 중에 한 사람이다. 이름은 줄여서 랑페르 드 브르트니에르 또는 브르트니에르라고도 불리며, 세례명은 유스토(Iustus), 한국 성(姓)은 백(白)이다.

## 생애
랑페르 드 브르트니에르는 1838년에 프랑스 디종 교구 소속의 샬롱쉬르손에서 브르트니에르 남작과 안나 부부의 장남으로 태어났다. 그의 형이 이미 8년 반 전에 죽었기 때문에 그가 장남이었다. 그의 부모는 신심이 깊은 천주교 신자들이었으므로, 자녀들의 신앙생활을 늘 뒷바라지 하였다. 그는 1858년에 생 쉴피스 신학교를 졸업하고, 1861년 7월 25일에 파리 외방전교회의 신학교로 편입하였다. 그는 1864년 5월 21일에 사제 서품을 받고 동시에 조선의 선교사로 임명되었다. 그는 조선으로 발령 받은 것에 대해서 장상에게 "제가 그토록 가고 싶었던 나라입니다."라고 말하며 반겼고, 첫 미사 때에는 순교의 특별한 은총을 기도하였다.
1865년 5월 볼리외 신부와 도리 신부 그리고 위앵 신부등과 함께 홍콩과 상하이, 랴오둥 등을 거쳐 고난 끝에 충청도 내포를 통해 조선에 입국하였다. 그는 한양에 있는 베르뇌 주교와 연락할 방법을 찾던 중 집에 화재가 나서 내포 지방으로 피신해 있던 다블뤼 부주교의 안내로 다블뤼 주교를 만난 후, 한양의 천주교 공동체 회장 정의배 마르코의 집에 기거하였다. 그는 정 회장에게 한국어를 배우며, 주교를 도와 주로 밤에 전교활동을 하였다. 브르트니에르 신부는 40 여명에게 세례성사를 주었고, 80 여명에게 고해성사를 들었다.
1866년에 2월 경 병인박해가 발발하였다. 2월 23일에 베르뇌 주교가 체포되자. 브르트니에르 신부는 지방에 있는 동료 성직자들에게 박해 소식을 인편을 통해 알렸고, 체포를 각오하고 마지막 미사를 집전했다. 2월 25일에는 정의배 회장이 체포되었고, 브르트니에르 신부는 베르뇌 주교의 하인 이선이의 밀고로 2월 27일에 체포되었다. 그는 결박없이 순순히 포도청으로 끌려가서 수감되었고, 이듣날 옥사장에게 "저는 조선 사람들의 영혼을 구원해 주기 위하여 왔으므로 주님을 위해 기꺼이 죽겠습니다."라는 말로 자백하였으므로, 베르뇌 주교가 갇힌 의금부로 이송되었다.
흥선대원군은 브르트니에르 신부에게 심문은 거의 가하지 않고 주로 형벌만을 내렸다. 3월 5일 심문 중에 관리들이 브르트니에르 신부에게 "차마 죽일 수 없어 네 고국에 돌려보내 주려는데, 어떻겠느냐?"라고 말하자, 신부는 "저는 이 나라에 와서 해를 넘겼습니다. 이 나라의 풍습이 익어서 여생을 즐기려 하는데 어찌 돌아갈 수 있겠습니까? 죽든 살든 제 마음은 변함이 없습니다."라고 말하며 순교의 의지를 비추었다.
1866년 3월 6일 브르트니에르 신부는 베르뇌 주교와 같은 날에 군문효수형을 선고 받았고, 이튿날에 새남터의 사형장으로 압송되었다. 그곳에서 브르트니에르 신부는 귀에 화살을 꽂히고, 주뢰를 틀리는 등의 형벌을 받았는데, 한 번은 심한 갈증에 물을 청하니 한 병졸이 물을 주려고 하다가, 다른 병졸이 "곧 죽을 죄인에게 물을 주어서 무엇하겠느냐?"라고 말하며 물을 바닥에 버렸다. 브르트니에르 신부는 베르뇌 주교와 마지막 대화를 나눈 뒤 베르뇌 주교의 참수 장면을 다 지켜보았고, 그 다음 자신은 망나니가 네 다섯 번을 내리친 칼에 참수되어, 어릴 때부터 갈망하던 순교의 꿈을 이루었다.

## 시복 · 시성
브르트니에르 유스토 신부는 1968년 10월 6일에 성 베드로 대성당에서 교황 바오로 6세가 집전한 24위 시복식을 통해 복자 품에 올랐고, 1984년 5월 6일에 서울특별시 여의도에서 한국 천주교 창립 200주년을 기념하여 방한한 교황 요한 바오로 2세가 집전한 미사 중에 이뤄진 103위 시성식을 통해 성인 품에 올랐다.

## 참고 문헌
- 가톨릭 사전: 브르트니에르
- 마리아 사랑넷: 성인 브르트니에르 유스토 (Bretenieres Justus)
- http://english.cbck.or.kr/Saints103/369 보관됨 2014-12-28 - 웨이백 머신